# 政府预算

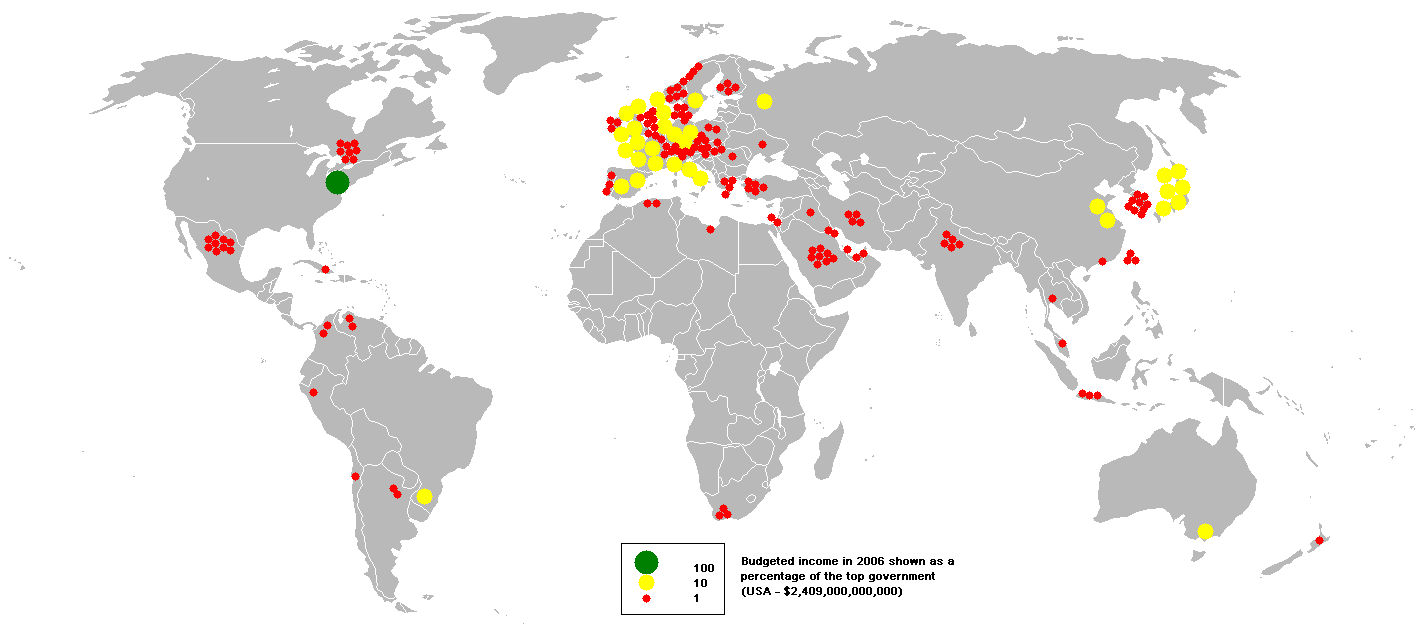
2006年各国政府预算收入

政府预算，是一种通常由立法机关批准、行政首脑批准的法律文书，其主要包括一定类型的国家收入和开支。
收入和开支是所有预算的核心内容。在许多政府情况，收入主要来自税收。政府开支则包括现行的货物及服务等，经济学家称之为“国家消费、政府支出”（government consumption）。其中包括基础设施投资、研究经费，还有转移支付比如失业补助或退休金等。
政府预算还包括了经济、政治、科技等因素。不像纯粹的经济预算，政府预算并不考虑出于利益最大化的资源分配。其政治因素反映在不同的利益体在谋求己利并规避责任。其科技因素反映在对预算中的收入和开支的预测分析等。
在美国等西方联邦制国家，财产税为地区政府或当地自治政府的主要收入类型；营业税或所得税为州政府的财政收入；所得税与公司税为主要的国家财政收入。